# Tramways de la Vendée

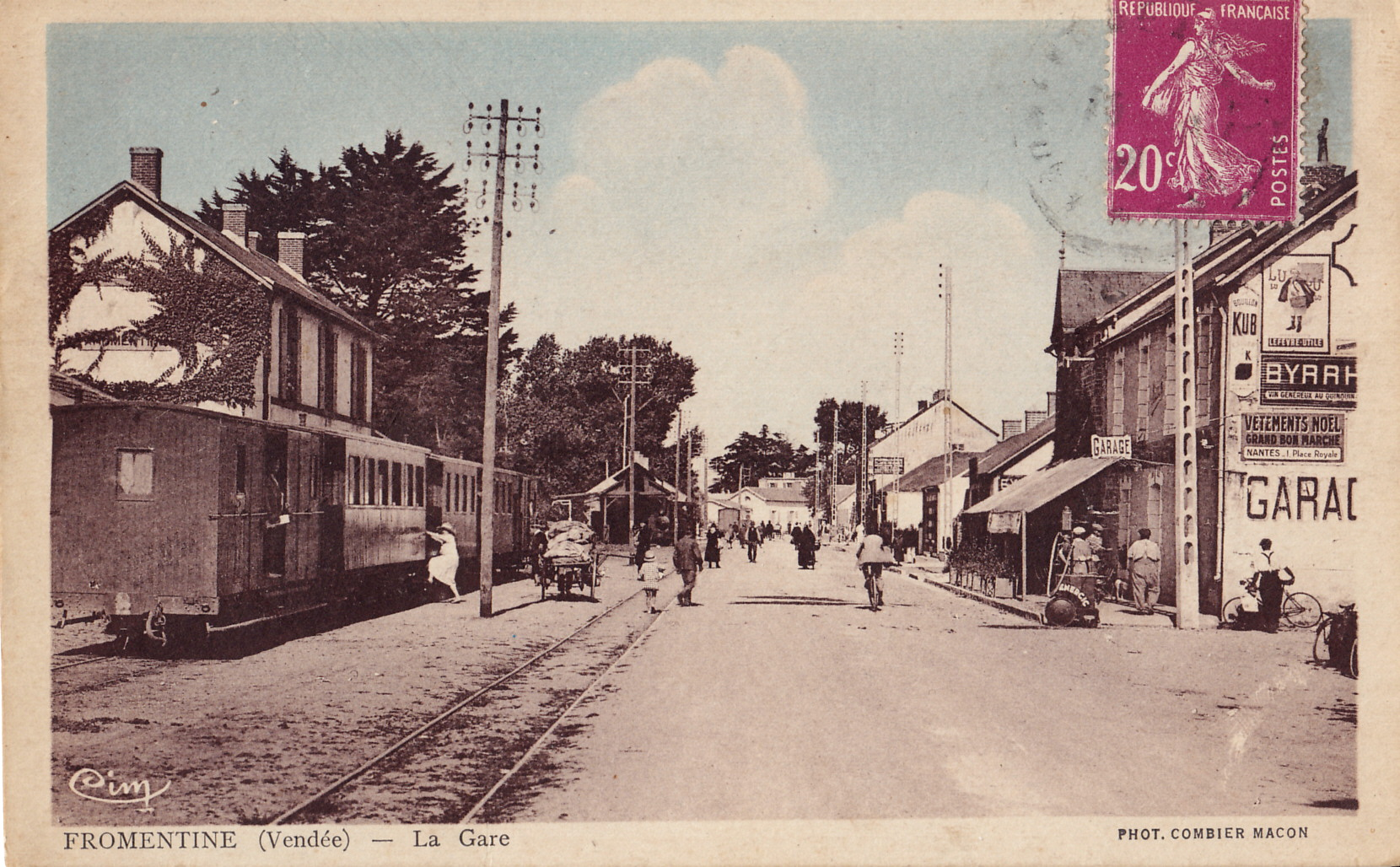
La gare de Fromentine.

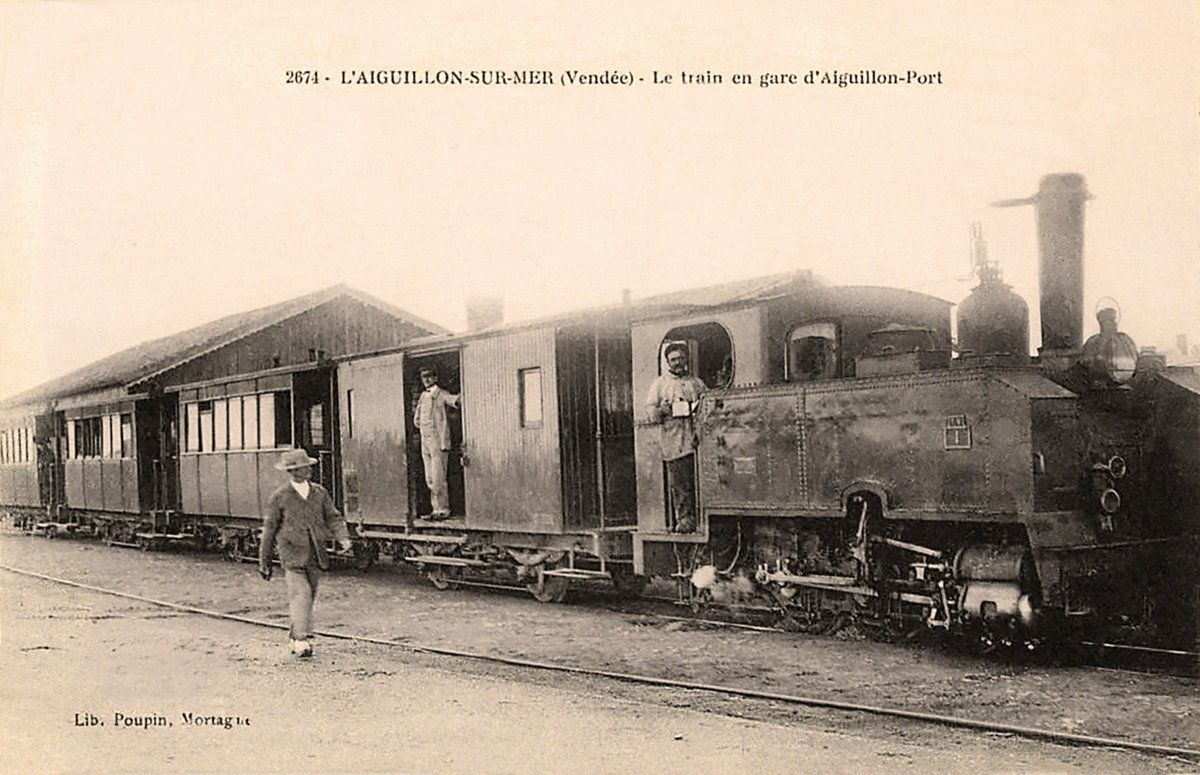
Le train en gare du port de L'Aiguillon-sur-Mer.

Les Tramways de la Vendée étaient un réseau de chemin de fer secondaire organisé par le département de la Vendée, constitué de voies ferrées d'intérêt local à écartement métrique.
Son concessionnaire initial, qui construisit et exploita le réseau, était la compagnie des Tramways de la Vendée (TV) filiale de l'Administration des chemins de fer de l'État. Le réseau fut repris en affermage par la Compagnie de chemins de fer départementaux (CFD), de 1938 à 1950.
Dans son plus fort développement, ce réseau s'étendait sur 366 km.

## Histoire
Une première ligne fut concédée, de manière autonome, par un décret du 23 mars 1894, pour relier Challans et Fromentine au bénéfice de la Société du chemin de fer sur route de Challans à Fromentine. Cette ligne de 24 km ouvrit en 1896, et fut rachetée en 1914 par le Département et fut intégrée au réseau des TV, qui s'était constitué entre-temps.
Le réseau des TV était constitué de deux réseaux concédés aux Chemins de Fer de l'État.
- Convention du 10 juin 1896, correspond à une mise sous tutelle de la Compagnie des Tramways de la Vendée, qui devient une « filiale » de l'Administration des chemins de fer de l'État[1].
- Le décret du 23 novembre 1897 déclare d'utilité publique le réseau des Tramways de la Vendée[2], après une enquête publique qui eut lieu en juin-juillet 1896[3].

Le premier réseau des TV, concédé par le décret de 1897 comprenait cinq lignes :
- La Roche-sur-Yon - Les Herbiers ;
- Montaigu - Les Quatre-Chemins de l'Oie - Chantonnay[4] ;
- Les Sables-d'Olonne - Le Champ-Saint-Père ;
- L'Aiguillon-sur-Mer - Chantonnay via le port de Luçon ;
- La Roche-sur-Yon - Legé[5] ;
- la loi du 9 avril 1898 autorise l'Administration des chemins de fer de l'État de se charger de la construction et de l'exploitation du réseau des Tramways de la Vendée.

Un second réseau, concédé par un décret du 22 août 1913 à l'administration des chemins de fer de l'État, comprenait les lignes suivantes :
- Bourgneuf-en-Retz - Beauvoir-sur-Mer ;
- La Barre-de-Monts - Les Sables-d'Olonne ;
- Le Champ-Saint-Père - Coulonges-sur-l'Autize ;
- Talmont - Benet ;
- Fontenay-le-Comte - Maillezais.

Le décret autorisait également le rachat par le Département de la ligne de Challans à Fromentine,.
Seules les deux premières lignes furent réalisées.

## Infrastructure

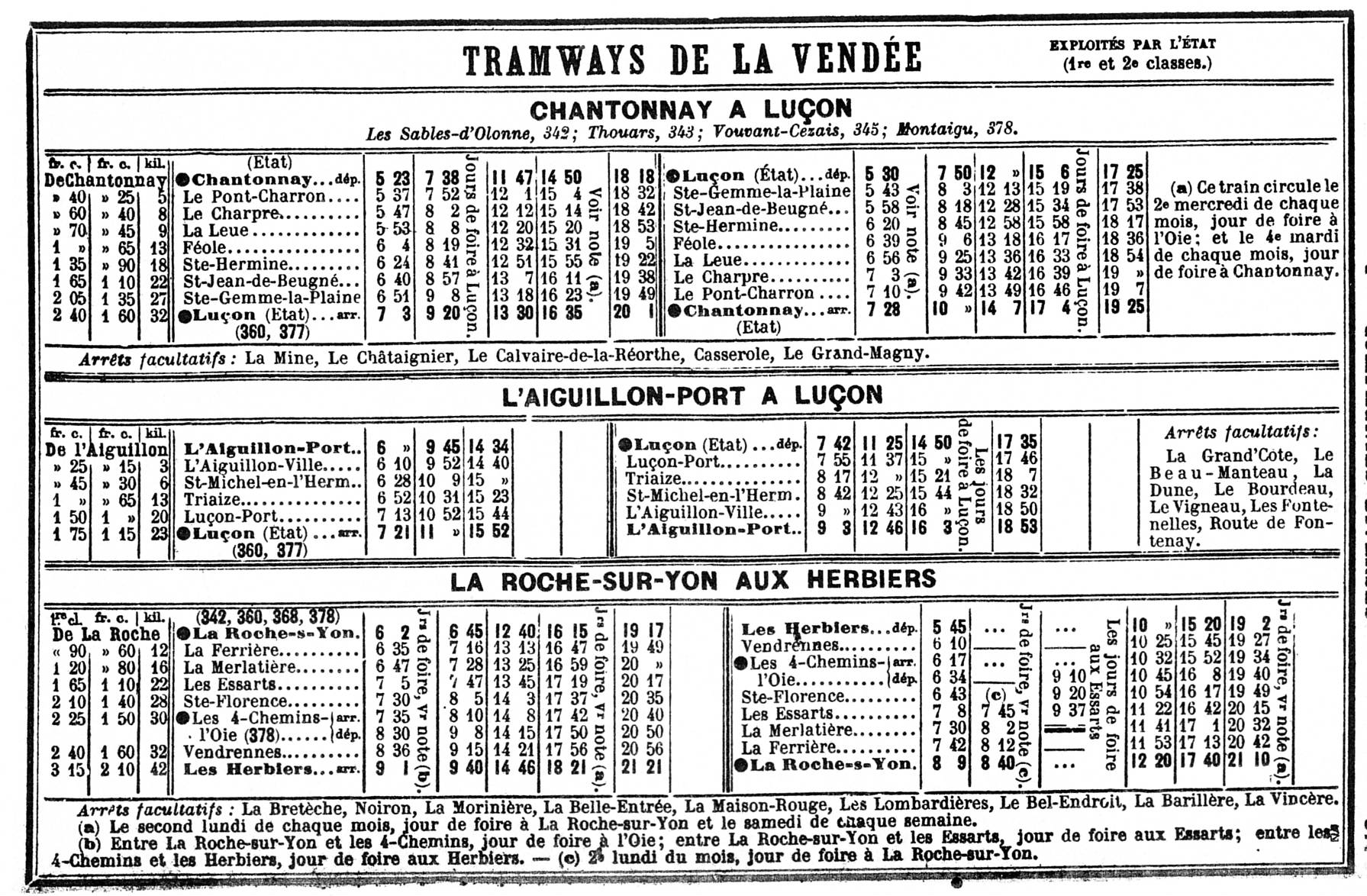
Horaires des Tramways de la Vendée en mai 1914
(1re partie). Cliquez sur l'image pour l'agrandir.

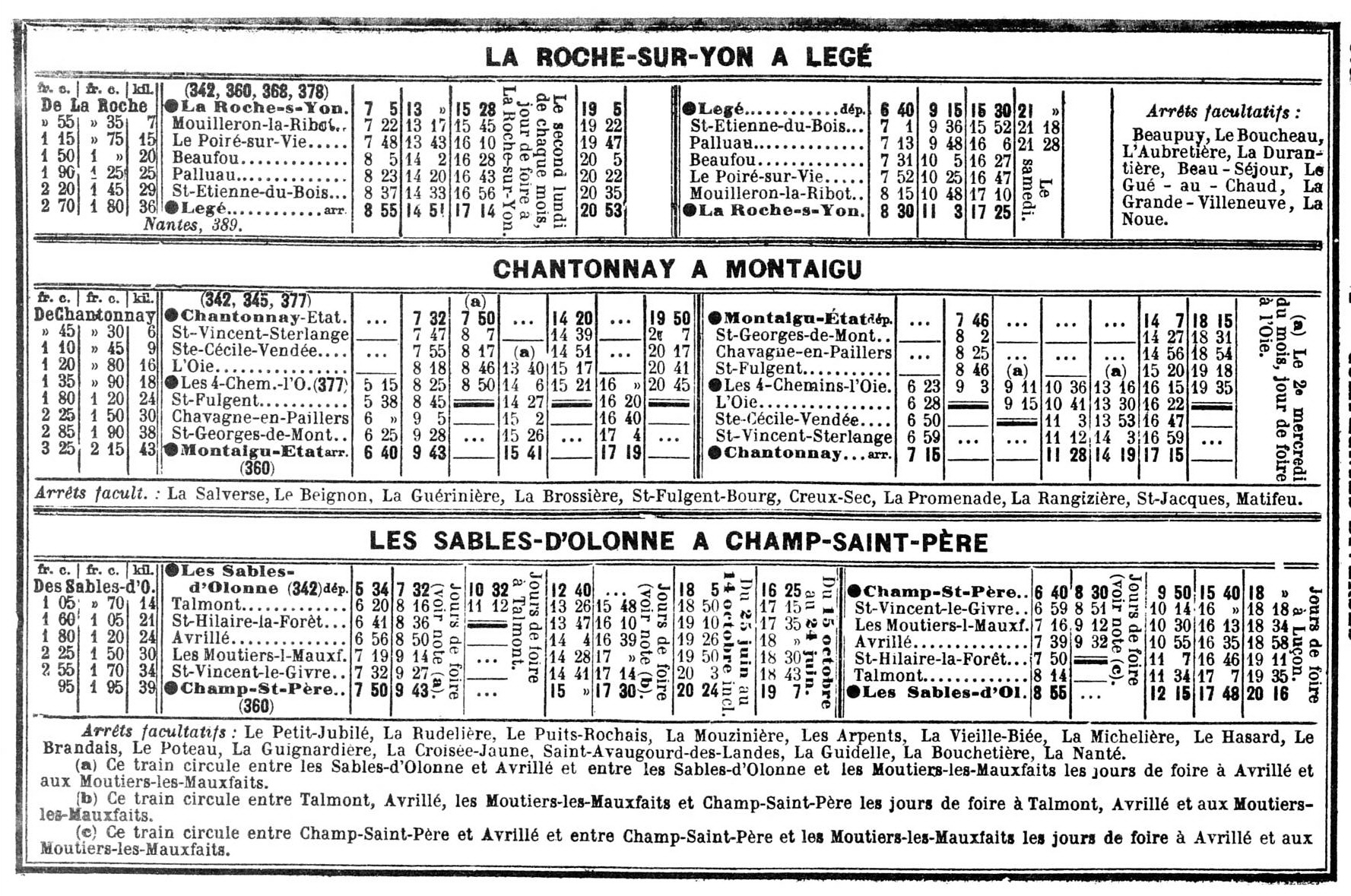
Horaires des Tramways de la Vendée en mai 1914
(1re partie). Cliquez sur l'image pour l'agrandir.

Les lignes étaient à voie métrique, et, en 1928, équipées de rails Vignole 18 kg/m, 26 kg/m et 30 kg/m.

### Les lignes
Les TV exploitèrent les lignes suivantes :
- La Roche-sur-Yon - Legé (35 km) :
  - La Roche-sur-Yon - La Noue (33 km) 1901-1939 ;
  - La Noue - Legé (2 km, en Loire-Atlantique), ouvert le 1er avril 1904[8], fermé en 1939.

|  |  |  | LSTR |

|  |  | LSTRq | ABZg+r |  |

|  |  | uexKBHFa | BHF |  |

|  | LSTRq | uxmKRZo | ABZgr |  |

|  | uexLSTRq | uexABZgr | eABZgl | exLSTR+r |

|  | LSTR+l | uxmKRZo | STRr | exLSTR |

| LSTR | uexHST |  |

| LSTR | uexBHF |  |

| LSTRr | uexSTR |  |

| uexHST |

| uexHST |

| uexBHF |

| WASSERq | uexhKRZWae | WASSERq |

| uexHST |

| uexBHF |

| uexHST |

| uexBHF |

| WASSERq | uexhKRZWae | WASSERq |

| uexHST |

| uexBHF |

| uexHST |

| uexHST |

| WASSERq | uexhKRZWae | WASSERq |

| uexBHF |

| uexLSTR |

|  |  |  | LSTR |

|  |  | LSTRq | ABZg+r |  |

|  |  | uexKBHFa | BHF |  |

|  | LSTRq | uxmKRZo | ABZgr |  |

|  | uexLSTRq | uexABZgr | eABZgl | exLSTR+r |

|  | LSTR+l | uxmKRZo | STRr | exLSTR |

| LSTR | uexHST |  |

| LSTR | uexBHF |  |

| LSTRr | uexSTR |  |

| uexHST |

| uexHST |

| uexBHF |

| WASSERq | uexhKRZWae | WASSERq |

| uexHST |

| uexBHF |

| uexHST |

| uexBHF |

| WASSERq | uexhKRZWae | WASSERq |

| uexHST |

| uexBHF |

| uexHST |

| uexHST |

| WASSERq | uexhKRZWae | WASSERq |

| uexBHF |

| uexLSTR |

- Luçon - L'Aiguillon-sur-Mer (22 km) 1901 - 1949

| LSTR |

| uexLSTRq | emKRZu | uexSTR+r |  |  |

|  | BHF | uexBHF |  |  |

|  | STR | uexABZgl | uexLSTRq |  |

|  | STRl | uxmKRZ | eABZq+nr | LSTRq |

|  |  | uexHST | exnSTR |  |

|  |  | uexBHF | exnKBSTe |  |

| uexHST |

| uexBHF |

| uexHST |

| uexHST |

| uexHST |

| uexBHF |

| uexHST |

| uexHST |

| uexBHF |

| uexKBHFe |

| LSTR |

| uexLSTRq | emKRZu | uexSTR+r |  |  |

|  | BHF | uexBHF |  |  |

|  | STR | uexABZgl | uexLSTRq |  |

|  | STRl | uxmKRZ | eABZq+nr | LSTRq |

|  |  | uexHST | exnSTR |  |

|  |  | uexBHF | exnKBSTe |  |

| uexHST |

| uexBHF |

| uexHST |

| uexHST |

| uexHST |

| uexBHF |

| uexHST |

| uexHST |

| uexBHF |

| uexKBHFe |

- Luçon - Montaigu (74 km) :
  - Luçon - Chantonnay (32 km) 1900 - 1949 ;
  - Chantonnay - Les Quatre-Chemins-de-l'Oie (17 km) 1908 - 1948 ;
  - Les Quatre-Chemins-de-l'Oie - Saint-Fulgent (6 km) 1901 - 1948 ;
  - Saint-Fulgent - Montaigu (19 km) 1901 - 1939.

| LSTR |

| uexLSTRq | emKRZu | uexSTR+r |  |  |

|  | BHF | uexBHF |  |  |

| uexLSTRq | emKRZ | uexABZgr |  |  |

| exnKBSTaq | eABZgnr | uexSTR |  |  |

| LSTR | uexSTR |  |

| uexBHF |

| uexBHF |

| uexHST |

| WASSERq | uexhKRZWae | WASSERq |

| uexBHF |

| uexHST |

| uexBHF |

| uexHST |

| uexBHF |

| uexBHF |

| WASSERq | uexhKRZWae | WASSERq |

| uexBHF |

| uexHST |

| uexHST |

| exLSTR | uexSTR |  |

| LSTRq | xABZg+r | uexSTR |  |  |

|  | BHF | uexBHF |  |  |

|  | xABZgl | uxmKRZo | LSTRq |  |

| exSTR | uexHST |  |

| exLSTRr | uexSTR |  |

| uexHST |

| uexBHF |

| uexBHF |

| WASSERq | uexhKRZWae | WASSERq |

| uexHST |

| uexBHF |

|  | uexLSTRq | uexABZql | uexSTR+r |  |

|  |  |  | uexSTR+l | uexABZql | uexBHFq | uexSTR+r |

|  |  |  | uexSTR |  |  | uexLSTRl |

| uexHST |

| WASSERq | uexhKRZWae | WASSERq |

| uexHST |

| uexBHF |

| uexHST |

| uexBHF |

| uexHST |

| uexHST |

| uexBHF |

| uexHST |

| uexHST |

|  |  | uexSTR | STR+l | LSTRq |

|  | uexKBHFe | BHF |

|  |  |  | STRl | LSTRq |

| LSTR |

| uexLSTRq | emKRZu | uexSTR+r |  |  |

|  | BHF | uexBHF |  |  |

| uexLSTRq | emKRZ | uexABZgr |  |  |

| exnKBSTaq | eABZgnr | uexSTR |  |  |

| LSTR | uexSTR |  |

| uexBHF |

| uexBHF |

| uexHST |

| WASSERq | uexhKRZWae | WASSERq |

| uexBHF |

| uexHST |

| uexBHF |

| uexHST |

| uexBHF |

| uexBHF |

| WASSERq | uexhKRZWae | WASSERq |

| uexBHF |

| uexHST |

| uexHST |

| exLSTR | uexSTR |  |

| LSTRq | xABZg+r | uexSTR |  |  |

|  | BHF | uexBHF |  |  |

|  | xABZgl | uxmKRZo | LSTRq |  |

| exSTR | uexHST |  |

| exLSTRr | uexSTR |  |

| uexHST |

| uexBHF |

| uexBHF |

| WASSERq | uexhKRZWae | WASSERq |

| uexHST |

| uexBHF |

|  | uexLSTRq | uexABZql | uexSTR+r |  |

|  |  |  | uexSTR+l | uexABZql | uexBHFq | uexSTR+r |

|  |  |  | uexSTR |  |  | uexLSTRl |

| uexHST |

| WASSERq | uexhKRZWae | WASSERq |

| uexHST |

| uexBHF |

| uexHST |

| uexBHF |

| uexHST |

| uexHST |

| uexBHF |

| uexHST |

| uexHST |

|  |  | uexSTR | STR+l | LSTRq |

|  | uexKBHFe | BHF |

|  |  |  | STRl | LSTRq |

- Les Quatre-Chemins-de-l'Oie - Les Herbiers (12 km) :
  - Les Quatre-Chemins-de-l'Oie - Les Herbiers-Ville (11 km) 1900 - 1945 ;
  - Les Herbiers-Ville - Gare des Herbiers (État)[9] (1 km) 1917 - 1945.

| uexLSTR |

| uexLSTRq | uexABZg+r |  |

|  | uexABZg+l | uexLSTRq |

| uexBHF |

| uexBHF |

| WASSERq | uexhKRZWae | WASSERq |

| uexHST |

| uexHST |

| uexHST |

| exLSTRq | exSTR+r | uexSTR |  |  |

| exBHF | uexKBHFe |  |

| exLSTR |

| uexLSTR |

| uexLSTRq | uexABZg+r |  |

|  | uexABZg+l | uexLSTRq |

| uexBHF |

| uexBHF |

| WASSERq | uexhKRZWae | WASSERq |

| uexHST |

| uexHST |

| uexHST |

| exLSTRq | exSTR+r | uexSTR |  |  |

| exBHF | uexKBHFe |  |

| exLSTR |

- La Roche-sur-Yon - Les Quatre-Chemins-de-l'Oie (30 km) 1900 - 1948 ;

|  |  |  | LSTR |

|  |  | LSTRq | ABZg+r |  |

|  |  | uexKBHFa | BHF |  |

|  |  | uexSTR | eABZgl | exLSTRq |

|  | STR+l | uxmKRZo | ABZgr |  |

|  | STR | uexABZgl | emKRZu | uexLSTRq |

| STR | uexSTR | LSTR |

| WASSERq | hKRZWae | uexhKRZWae | WASSER+r |  |

| STR | uexHST | WASSER |

| LSTR | uexSTR | WASSER |

|  | uexHST | WASSER |

|  | uexHST | WASSER |

|  | uexBHF | WASSER |

| WASSERq | uexhKRZWae | WASSERr |

| uexBHF |

| RAq | lDSTRq | RAq |

| WASSERq | uexhKRZWae | WASSERq |

| uexHST |

| uexBHF |

| uexHST |

| RAq | lDSTRq | RAq |

| uexHST |

| uexBHF |

| uexLSTRq | uexABZg+r |  |

|  | uexABZg+l | uexLSTRq |

| uexBHF |

| uexLSTR |

|  |  |  | LSTR |

|  |  | LSTRq | ABZg+r |  |

|  |  | uexKBHFa | BHF |  |

|  |  | uexSTR | eABZgl | exLSTRq |

|  | STR+l | uxmKRZo | ABZgr |  |

|  | STR | uexABZgl | emKRZu | uexLSTRq |

| STR | uexSTR | LSTR |

| WASSERq | hKRZWae | uexhKRZWae | WASSER+r |  |

| STR | uexHST | WASSER |

| LSTR | uexSTR | WASSER |

|  | uexHST | WASSER |

|  | uexHST | WASSER |

|  | uexBHF | WASSER |

| WASSERq | uexhKRZWae | WASSERr |

| uexBHF |

| RAq | lDSTRq | RAq |

| WASSERq | uexhKRZWae | WASSERq |

| uexHST |

| uexBHF |

| uexHST |

| RAq | lDSTRq | RAq |

| uexHST |

| uexBHF |

| uexLSTRq | uexABZg+r |  |

|  | uexABZg+l | uexLSTRq |

| uexBHF |

| uexLSTR |

- Les Sables-d'Olonne - Le Champ-Saint-Père (38 km) :
  - Les Sables-d'Olonne - Talmont (14 km) 1902 - 1949 ;
  - Talmont - Le Champ-Saint-Père (24 km) 1902 - 1948.

| LSTR |

| uexLSTRq | emKRZ | uexSTR+r |  |  |

| exnKBSTaq | eABZgnr | uexSTR |  |  |

| KBHFe | uexBHF |  |

| uexHST |

| uexHST |

| uexHST |

| uexHST |

| uexHST |

| uexHST |

| uexHST |

| uexBHF |

| WASSERq | uexhKRZWae | WASSERq |

| uexLSTRq | uexABZgr |  |

| uexHST |

| uexHST |

| uexHST |

| uexBHF |

| uexHST |

| uexBHF |

| uexHST |

| uexHST |

| uexHST |

| uexBHF |

| uexHST |

| uexBHF |

| uexHST |

| LSTRq | STR+r | uexSTR |  |  |

| eBHF | uexKBHFe |  |

| LSTR |

| LSTR |

| uexLSTRq | emKRZ | uexSTR+r |  |  |

| exnKBSTaq | eABZgnr | uexSTR |  |  |

| KBHFe | uexBHF |  |

| uexHST |

| uexHST |

| uexHST |

| uexHST |

| uexHST |

| uexHST |

| uexHST |

| uexBHF |

| WASSERq | uexhKRZWae | WASSERq |

| uexLSTRq | uexABZgr |  |

| uexHST |

| uexHST |

| uexHST |

| uexBHF |

| uexHST |

| uexBHF |

| uexHST |

| uexHST |

| uexHST |

| uexBHF |

| uexHST |

| uexBHF |

| uexHST |

| LSTRq | STR+r | uexSTR |  |  |

| eBHF | uexKBHFe |  |

| LSTR |

- Bourgneuf-en-Retz - Les Sables-d'Olonne (84 km, dont 2 en Loire-Atlantique) :
  - Bourgneuf-en-Retz - Beauvoir-sur-Mer (18 km) 1922 - 1949 ;
  - La Barre-de-Monts - Les Sables-d'Olonne (66 km) :
    - La Barre-de-Monts - Croix-de-Vie-Saint-Gilles-sur-Vie (35 km) 1923 - 1949 ;
    - Croix-de-Vie-Saint-Gilles-sur-Vie - Les Sables-d'Olonne (31 km) 1925 - 1949.

| STR+l | STRq | LSTRq |  |

| 14,532 |
| 0,000  |

| BHF | uexKBHFa |  |  |

| LSTR | uexSTR |  |  |

| WASSERq | uexWBRÜCKE1 | WASSERq |  |

| uexBHF |

|  | uexABZg+l | uexLSTRq |  |

| uexBHF |

| uexBHF |

| uexKBHFaq | uexABZgr |  |  |

| uexBHF |

| uexBHF |

| uexHST |

| uexHST |

|  | uexSTR | STR+l | LSTRq |

| uexBHF | BHF |

|  | uexHST | STR |  |

| uexBHF | KBHFe |

| WASSERq | uexWBRÜCKE1 | WASSERq |  |

| uexHST |

| WASSERq | uexWBRÜCKE1 | WASSERq |  |

| uexHST |

| uexBHF |

| uexBHF |

| uexHST |

| WASSERq | uexWBRÜCKE1 | WASSERq |  |

| uexHST |

| uexBHF |

| WASSERq | uexWBRÜCKE1 | WASSERq |  |

| uexHST |

| STR+l | uxmKRZ | LSTRq |  |

| exnKBSTaq | eABZgnr | uexSTR |  |  |  |

| BHF | uexBHF |  |  |

| 91,xxx |
| 0,082  |

| ENDEe | uexSTR |  |  |

| uexLSTR |

| STR+l | STRq | LSTRq |  |

| 14,532 |
| 0,000  |

| BHF | uexKBHFa |  |  |

| LSTR | uexSTR |  |  |

| WASSERq | uexWBRÜCKE1 | WASSERq |  |

| uexBHF |

|  | uexABZg+l | uexLSTRq |  |

| uexBHF |

| uexBHF |

| uexKBHFaq | uexABZgr |  |  |

| uexBHF |

| uexBHF |

| uexHST |

| uexHST |

|  | uexSTR | STR+l | LSTRq |

| uexBHF | BHF |

|  | uexHST | STR |  |

| uexBHF | KBHFe |

| WASSERq | uexWBRÜCKE1 | WASSERq |  |

| uexHST |

| WASSERq | uexWBRÜCKE1 | WASSERq |  |

| uexHST |

| uexBHF |

| uexBHF |

| uexHST |

| WASSERq | uexWBRÜCKE1 | WASSERq |  |

| uexHST |

| uexBHF |

| WASSERq | uexWBRÜCKE1 | WASSERq |  |

| uexHST |

| STR+l | uxmKRZ | LSTRq |  |

| exnKBSTaq | eABZgnr | uexSTR |  |  |  |

| BHF | uexBHF |  |  |

| 91,xxx |
| 0,082  |

| ENDEe | uexSTR |  |  |

| uexLSTR |

- Talmont - Luçon (47 km) 1930 - 1949[10].

| uexLSTR |

| uexBHF |

|  | uexABZgl | uexLSTRq |

| WASSERq | uexhKRZWae | WASSERq |

| uexBHF |

| uexBHF |

| uexBHF |

| uexBHF |

| uexHST |

| WASSERq | uexhKRZWae | WASSERq |

| uexBHF |

| uexBHF |

| uexBHF |

| uexBHF |

| uexHST |

| uexBHF |

|  | STR+l | uxmKRZo | LSTRq |  |

| BHF | uexBHF |  |

| STR | uexABZgl | uexLSTRq |

| xABZgl | uxmKRZ | LSTRq |

| exKDSTe | uexSTR |  |

| uexLSTR |

| uexLSTR |

| uexBHF |

|  | uexABZgl | uexLSTRq |

| WASSERq | uexhKRZWae | WASSERq |

| uexBHF |

| uexBHF |

| uexBHF |

| uexBHF |

| uexHST |

| WASSERq | uexhKRZWae | WASSERq |

| uexBHF |

| uexBHF |

| uexBHF |

| uexBHF |

| uexHST |

| uexBHF |

|  | STR+l | uxmKRZo | LSTRq |  |

| BHF | uexBHF |  |

| STR | uexABZgl | uexLSTRq |

| xABZgl | uxmKRZ | LSTRq |

| exKDSTe | uexSTR |  |

| uexLSTR |

Les Tramways de la Vendée reprirent en 1914 la ligne Challans - Fromentine (24 km), rachetée par le Département à la Société du chemin de fer sur route de Challans à Fromentine, et qui fut desservie jusqu'en 1949.
Aux Sables-d'Olonne, la gare des Tramways de la Vendée était située à proximité de la gare de l'État. Elle était composée d'un dépôt, bâtiment en pierre de 15 m sur 12 m édifié en bordure de la rue de la Bauduère et de deux réservoirs à eau pour les machines à vapeur. Jusqu'en 1925, la correspondance avec le tramway des Sables-d'Olonne était possible.

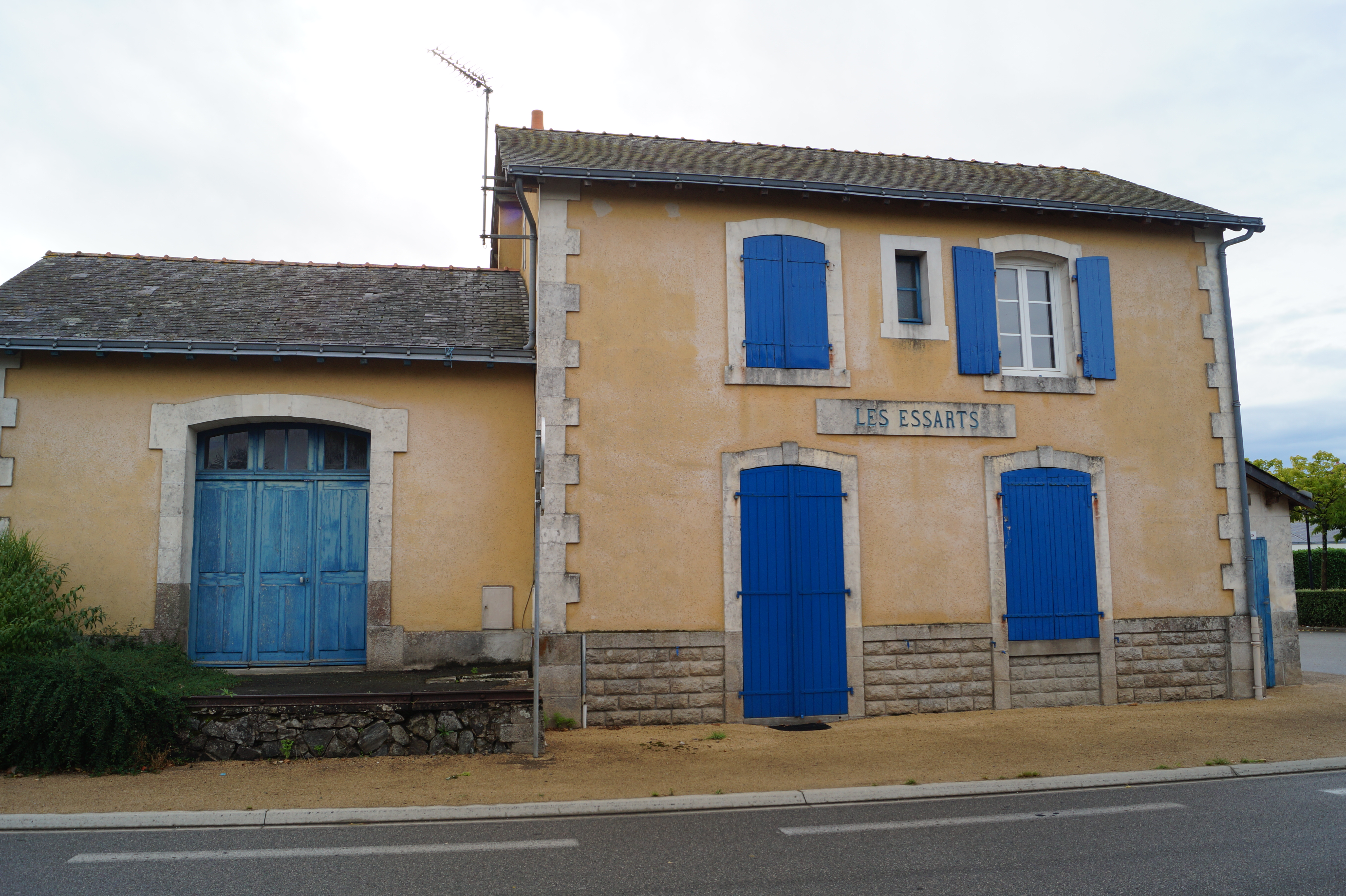
Ancienne gare des Essarts.
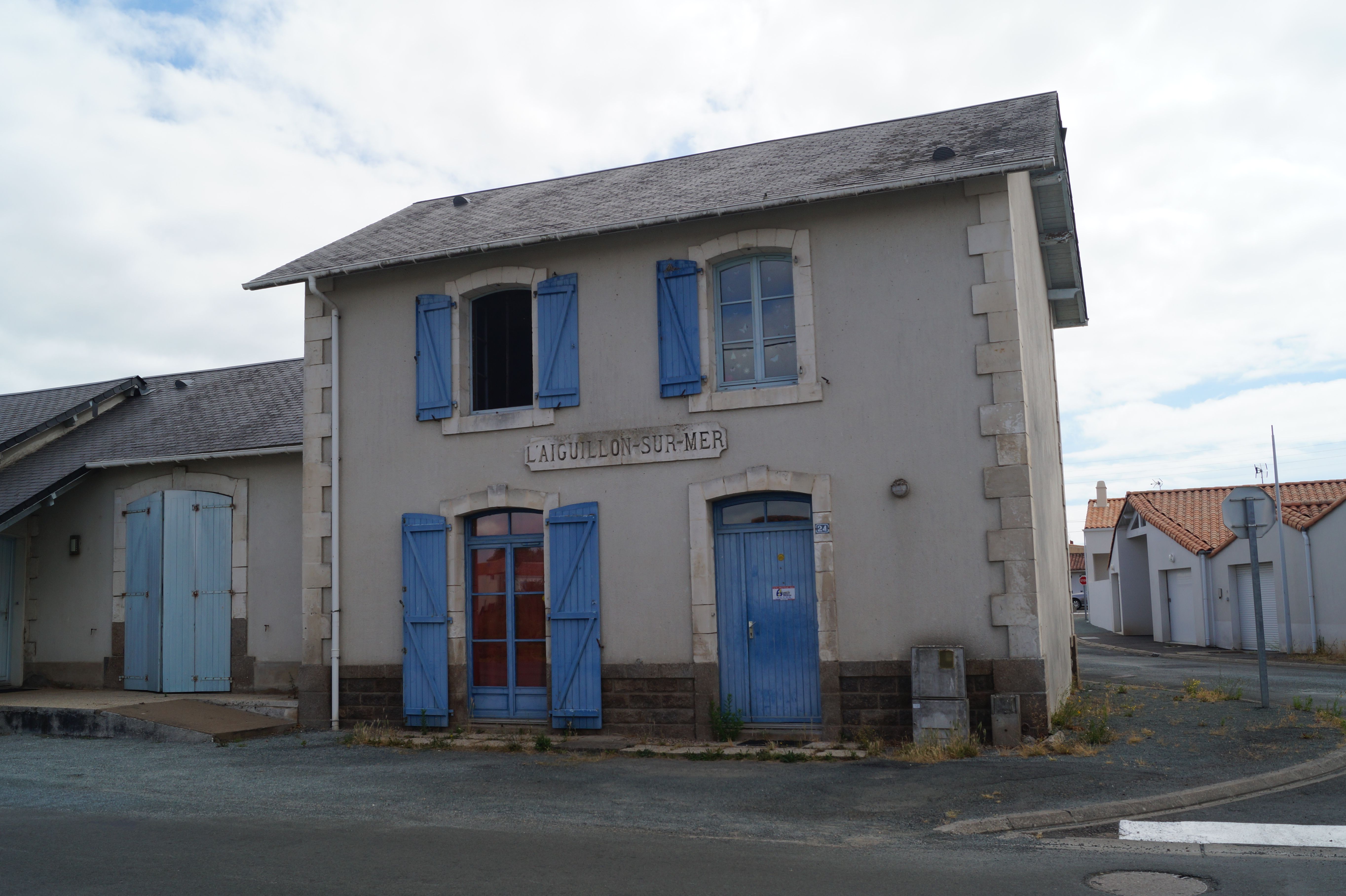
Ancienne gare de L'Aiguillon-sur-Mer.
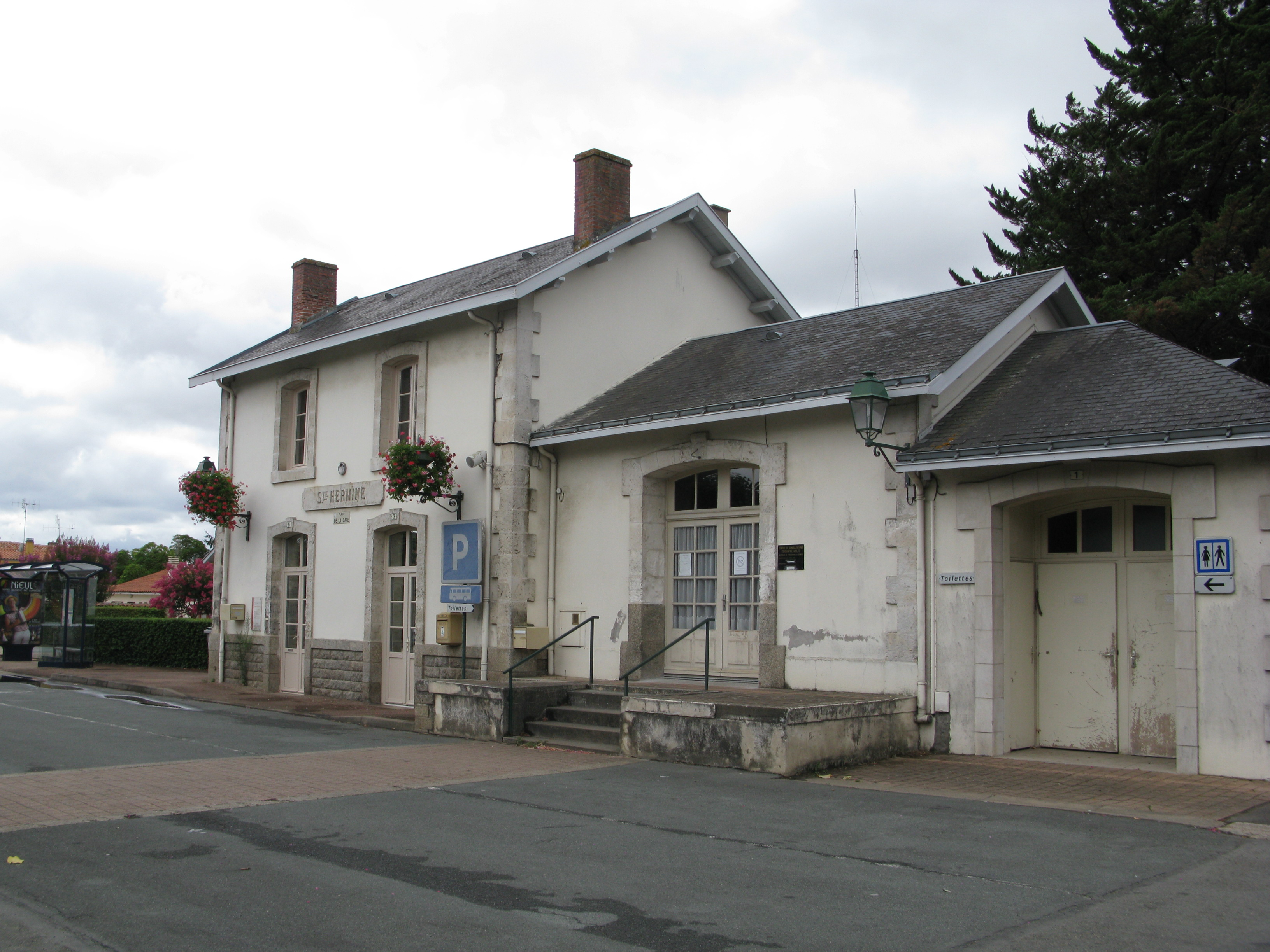
Ancienne gare de Sainte-Hermine, un bâtiment du premier réseau.
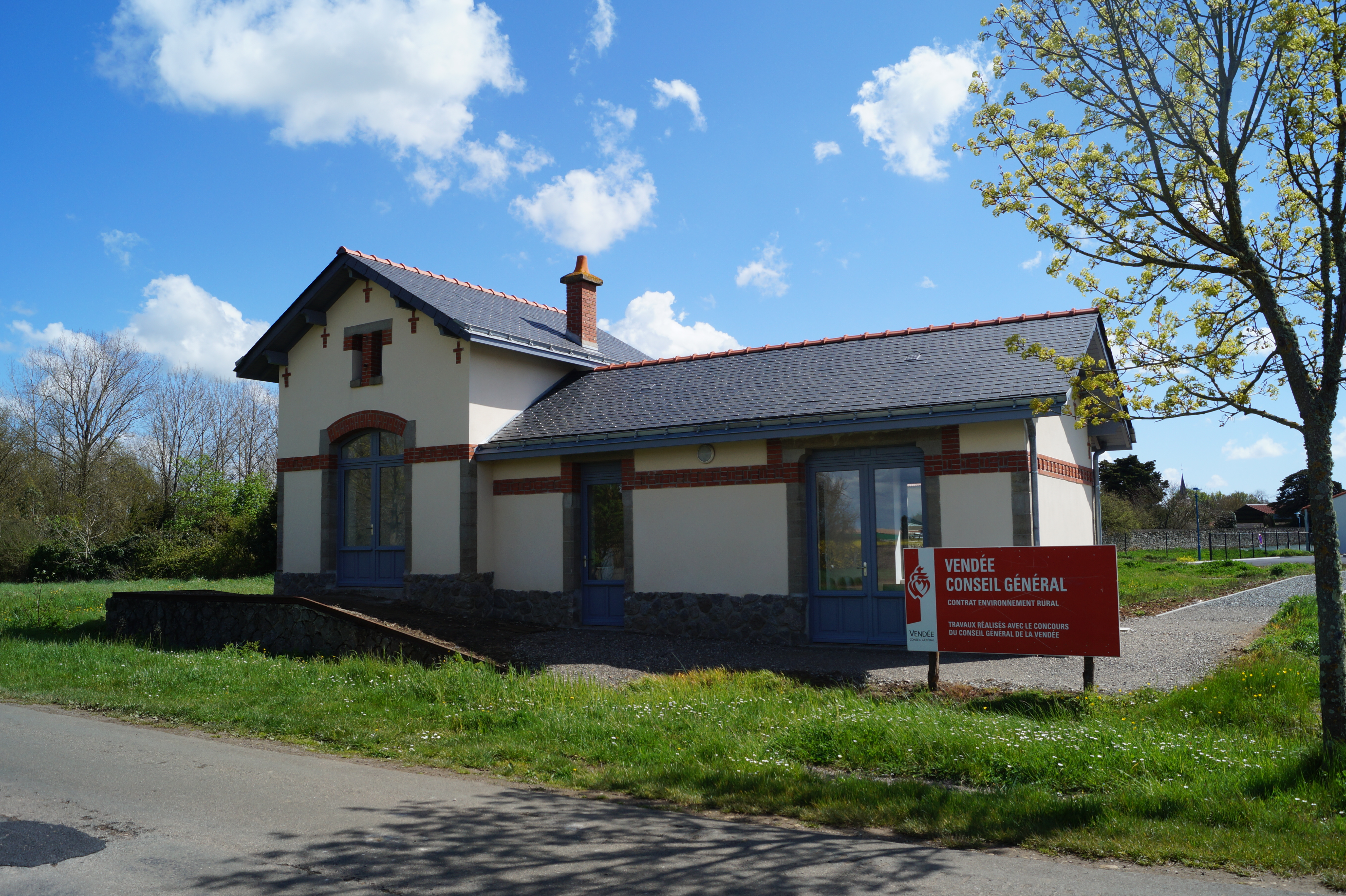
Ancienne gare de Chasnais.
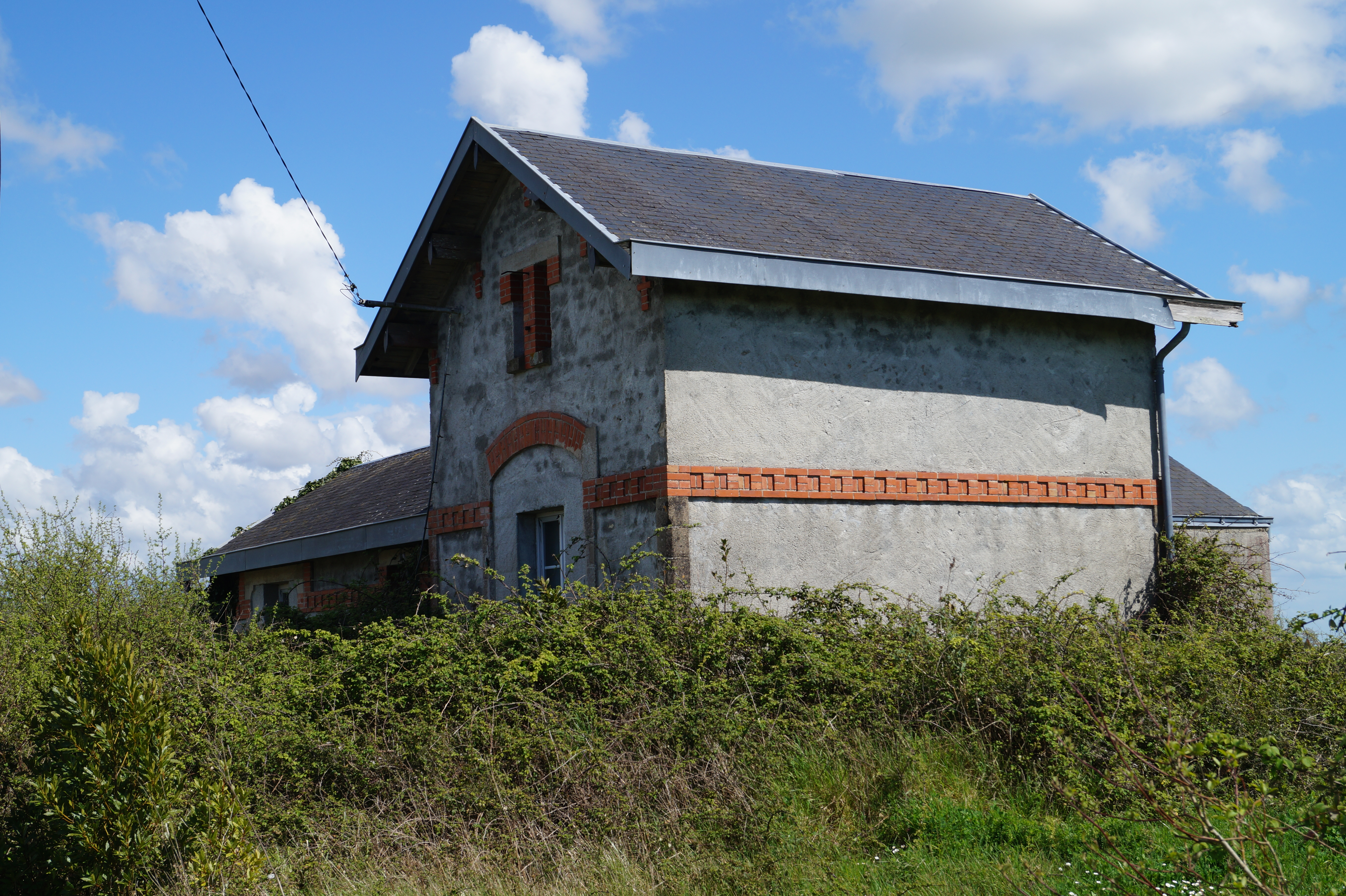
Ancienne gare de Lairoux.
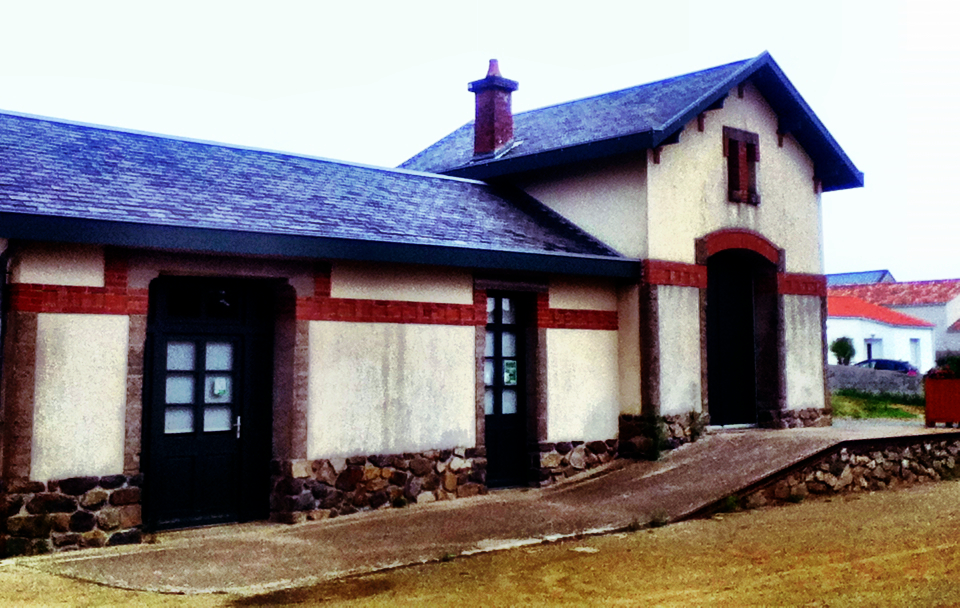
Ancienne gare de L'Île-d'Olonne.

## Exploitation
Le réseau fut successivement exploité par :
- la Compagnie des Tramways de la Vendée (TV), de 1900 à 1938, dont les services de l'exploitation étaient situés 27 et 29, rue Chanzy à La Roche-sur-Yon ;
- la Compagnie de chemins de fer départementaux (CFD), de 1938 à 1950.

Pour l'année 1912, le réseau exploité par la Compagnie des Tramways de la Vendée assura les trafics suivants :
| Ligne                                     | Voyageurs    | Fret grande vitesse (Tonnes expédiées) | Fret petite vitesse (tonnes expédiées) |
| ----------------------------------------- | ------------ | -------------------------------------- | -------------------------------------- |
| L'Aiguillon - Chantonnay                  | 117 822      | 1 780,2                                | 26 855,7                               |
| La Roche-sur-Yon - Les Herbiers           | 74 589       | 921,3                                  | 25 517,2                               |
| Chantonnay - Montaigu                     | 67 989       | 970,7                                  | 20 217,3                               |
| La Roche-sur-Yon - Legé                   | 40 071       | 426,8                                  | 6 390,3                                |
| Les Sables-d'Olonne - Le Champ-Saint-Père | 82 659       | 1 025,6                                | 16 185,6                               |
| TOTAUX                                    | 393 130      | 5 124,6                                | 95 166,1                               |
| Recettes                                  | 330 846,52 F | 67 441,08 F                            | 223 603,65 F                           |

Chacune des lignes, qui totalisaient alors 210 km, était parcourue par trois trains réguliers quotidiens, auxquels pouvaient s'ajouter des trains supplémentaires les jours de foires ou en période balnéaire. Le service des Tramways de la Vendée comptait 230 salariés, dont 12 à l'administration centrale, 66 au service de l'exploitation, 87 au service du matériel et de la traction et 65 au service de la voie et des bâtiments.
Toujours au 31 décembre 1912, le matériel roulant était constitué par :
- 17 locomotives-tender de 14,3 tonnes ;
- 3  locomotives-tender de 15,5 tonnes ;
- 4  locomotives-tender de 17 tonnes ;
- 16 voitures mixtes à voyageurs de  1re  et de 2e classe, de 35 places chacune ;
- 44 voitures à voyageurs de  2e classe ;
- 16 fourgons a bagages et messageries, avec compartiment pour la poste, de 5 tonnes ;
- 72 wagons a marchandises couverts et fermés, de 10 tonnes ;
- 69 wagons-tombereaux de 10 tonnes ;
- 50 wagons plates-formes de 10 tonnes ;
- 4 grues roulantes, de 4 tonnes.

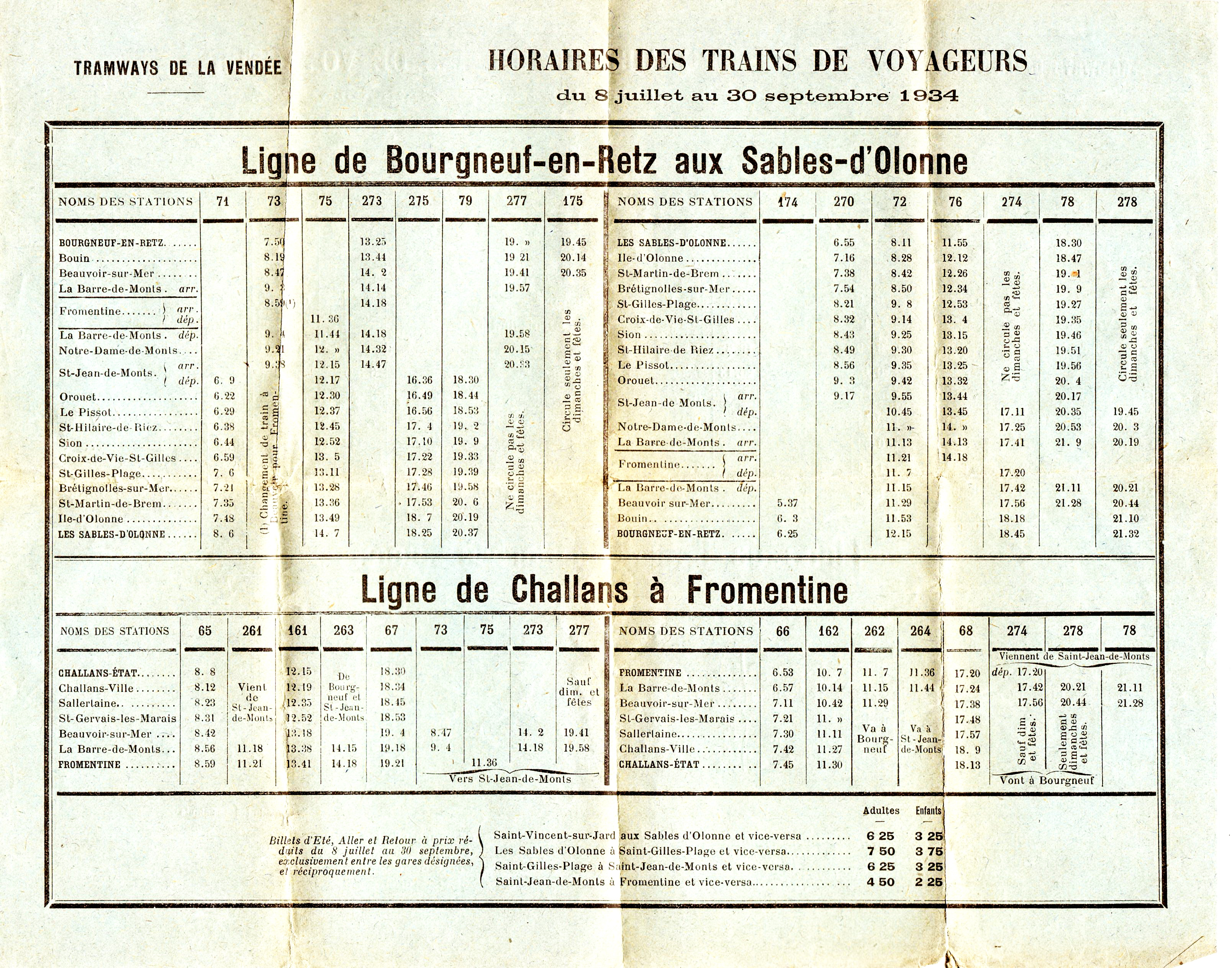
Horaires de 1934.
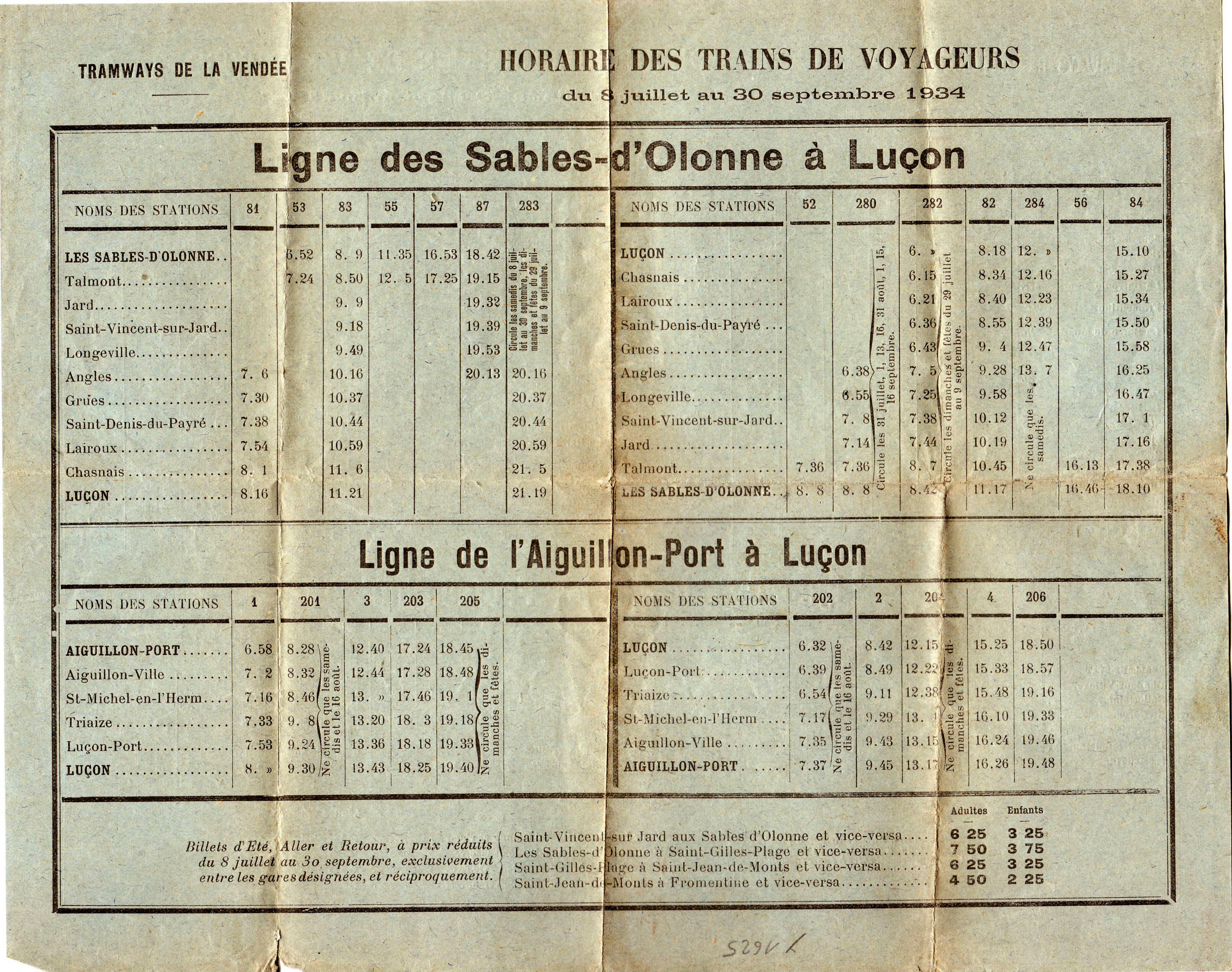
Horaires de 1934.

## Matériel roulant

### Locomotives à vapeur

#### Locomotives du premier réseau
| Illustration | Modèle ou type     | N/O* | Nombre | Numéros             | En service provenance si occasion | Hors service destination | Remarques |
| ------------ | ------------------ | ---- | ------ | ------------------- | --------------------------------- | ------------------------ | --------- |
|              | Decauville 030T    | N    | 18     | 1-18                | 1900                              |                          |           |
|              | Corpet-Louvet 030T | N    | 4      | 101-104 (898-901)   | 1901                              |                          |           |
|              | Corpet-Louvet 030T | N    | 3      | 201-203 (1400-1402) | 1912                              |                          |           |
|              | Corpet-Louvet 030T | O    | 3      | 301-303 (614-616)   | 1895 Challans- Fromentine         |                          |           |
|              | Corpet-Louvet 030T | O    | 1      | 301 (1283)          | 1911 CFEC 72                      |                          |           |
|              | Corpet-Louvet 030T | O    | 1      | 302 (1292)          | 1913 CFEC 81                      |                          |           |

* neuf ou d'occasion.

#### Locomotives du second réseau
| Illustration | Modèle ou type             | N/O* | Nombre | Numéros             | En service provenance si occasion | Hors service destination | Remarques |
| ------------ | -------------------------- | ---- | ------ | ------------------- | --------------------------------- | ------------------------ | --------- |
|              | Établissements Piguet 130T | N    | 7      | 401-407             |                                   |                          |           |
|              | Corpet-Louvet 130T         |      | 4      | 408-411 (1654-1656) | 1925                              |                          |           |
|              | Corpet-Louvet 130T         |      | 5      | 501-505 (1757-1761) | 1930                              |                          |           |

* neuf ou d'occasion.
Situation en 1928L'Annuaire des Chemins de fer et tramways de 1928 mentionne que le matériel roulant du réseau était alors constitué de
- 2 automotrices à essence.
- 30 locomotives.
- 91 voitures à voyageurs.
- 29 fourgons à bagages.
- 357 wagons à marchandises[6].

### Autorails
| Illustration | Modèle ou type  | N/O* | Nombre | Numéros | En service provenance si occasion | Hors service destination | Remarques |
| ------------ | --------------- | ---- | ------ | ------- | --------------------------------- | ------------------------ | --------- |
|              | Billard A 80 D2 | N    | 3      | 701-704 | 1939                              | 1951 704 CGVFIL          |           |

* neuf ou d'occasion.

## Vestiges et matériels préservés
Plusieurs bâtiments voyageurs subsistent le long de l'ancien tracé et ont trouvé de nouveaux usages. La gare de L'Île-d'Olonne a été restaurée, et abrite le Musée de la petite gare.
À Saint-Gilles-Croix-de-Vie, le pont en arc de cercle franchissant la Vie a servi de passerelle jusqu'à sa démolition en 1981. Les piles ont été préservées et un nouveau pont, dédié aux piétons et aux cyclistes, a été édifié en 2001.